# Karl August Wilhelm von Rex
Karl August Wilhelm von Rex (* 20. Juli 1774 in Predel; † 4. März 1834 in Paderborn) war ein preußischer Generalmajor.

## Leben

### Herkunft
Karl entstammte dem Adelsgeschlecht von Rex. Er war der Sohn von Friedrich August von Rex (1745–1812) und dessen Ehefrau Christiane Sophie Wilhelmine, geborene von Schlegel (1745–1796) aus dem Hause Mittelhausen, verwitwete von Möllendorff. Sein Vater war sächsischer Marschkommissar von Leipzig und Major der Kavallerie sowie Herr auf Audigast, Gentha und Kömmlitz.

### Militärkarriere
Rex war ab 1788 Kadett in Dresden und wurde 1791 als Junker in das Infanterieregiment „von Low“ der Sächsischen Armee überwiesen. Dort wurde er am 20. September 1792 Fähnrich und am 19. Oktober 1796 Sousleutnant. Im gleichen Jahr nahm Rex mit seinem Regiment am Feldzug gegen Frankreich teil. Als Premierleutnant kämpfte er 1809 gegen Österreich und wurde am 10. September 1810 Kapitän II. Klasse sowie Mitglied der Wirtschaftskommission. Während des Feldzuges gegen Russland 1812 konnte Rex sich mehrfach bewähren und wurde mit dem Kreuz der französischen Ehrenlegion sowie mit dem Ritterkreuz des Militär-St.-Heinrichs-Ordens ausgezeichnet. Noch vor Beginn des Herbstfeldzuges wurde Rex am 25. Juli 1813 zum Major befördert. Als solcher kämpfte er mit seiner Truppe zunächst noch an der Seite Napoleons, ehe sich Rex wie der Großteil der sächsischen Streitkräfte auf die Seite der Alliierten schlug. Er nahm dann an der Belagerung von Torgau teil und trat anschließend in preußische Dienste über. Im Frühjahr 1815 wurde er im 5. Westfälischen Landwehrregiment angestellt. Mit dem Regiment kämpfte Rex bei Schlacht bei Ligny und wurde während des Gefechts bei Issy verwundet. Für seine dort gezeigten Leistungen erhielt er das Eiserne Kreuz II. Klasse und den Orden der heiligen Anna II. Klasse.
Am 27. Oktober 1815 wurde Rex Oberstleutnant und kam am 18. März 1816 zum 2. Mindener Landwehrregiment. Hier versah er bis zum 7. März 1820 seinen Dienst, wurde anschließend bei der Neuformierung der Landwehr zum Kommandeur des 15. Landwehrregiments ernannt und in dieser Stellung am 30. März 1823 zum Oberst befördert. Rex schied am 9. Mai 1829 mit Pension aus dem aktiven Dienst und erhielt noch am 11. August 1833 den Charakter als Generalmajor.

### Familie
Rex verheiratete sich am 25. Oktober 1810 in Prittag mit Marianne Auguste von Heßler (1793–1869) aus dem Hause Vitzenburg. Aus der Ehe gingen folgende Kinder hervor:
- Karl Friedrich Ernst (1811–1877), königlicher Postdirektor ⚭ 1844 Emilie Frick (1816–1896)
- Rudolf (1817–1892), preußischer Generalleutnant ⚭ Klara von Briesen (1835–1920)
- Ottilie Marianne Konstanze (1818–1844)
- Hermann (1820–1886), preußischer Generalmajor ⚭ Meta Herzog (1834–1894)